# Фройнд, Штеффен
Ште́ффен Фройнд (нем. Steffen Freund; 19 января 1970, Бранденбург-на-Хафеле) — немецкий футболист, игравший на позиции опорного полузащитника, тренер.

## Карьера

### Клубная карьера
Штеффен Фройнд начал свою профессиональную карьеру в клубе «Шталь» из Бранденбурга. В 1991 году он перешёл в «Шальке 04», где зарекомендовал себя важным игроком полузащиты. По финансовым причинам «Шальке 04» вынужден был продать его в 1993 году в «Боруссию» из Дортмунда, где он оставался до 1999 года. Это был его самый успешный период в карьере. В составе «Боруссии» Фройнд дважды становился чемпионом Германии в 1995 и 1996 годах и выиграл Лигу чемпионов в 1997 году.
В 1998 году Фройнд перешёл в английский «Тоттенхем», за который играл до 2003 года и в составе которого стал обладателем Кубка Футбольной лиги в 1999 году. После непродолжительного пребывания в «Кайзерслаутерне» в 2003 году, его отдали в аренду в «Лестер Сити», где он закончил свою игровую карьеру.
4 декабря 2009 года Фройнда приняли в Зал славы «Тоттенхэм Хотспур».

### Карьера в сборной
В период с 1995 по 1998 год Штеффен Фройнд сыграл 21 матч за сборную Германии. В составе сборной он принимал участие в чемпионате мира 1998 года и чемпионате Европы 1996 года, на котором сборная Германии стала чемпионом.

### Тренерская карьера
5 декабря 2007 года Фройнд был назначен помощником тренера сборной Нигерии Берти Фогтса.
6 июля 2009 года Фройнд стал тренером юношеской сборной Германии до 16 лет. Первые тренерские успехи на этом поприще пришли к Фройнду в 2011 году. В мае сборная под его руководством дошла до финала чемпионата Европы до 17 лет в Сербии, в июле завоевала бронзу на чемпионате мира до 17 лет в Мексике, где в матче за бронзовые награды была одержана волевая победа над сборной Бразилии.
11 июля 2012 года Штефан получил новое приглашение в «Тоттенхэм Хотспур», став помощником главного тренера Андре Виллаша-Боаша.

## Достижения
- Чемпион Европы: 1996
- Обладатель Межконтинентального кубка: 1997
- Победитель Лиги чемпионов: 1997
- Чемпион Германии: 1995, 1996
- Обладатель Кубка Футбольной лиги: 1999

## Личная жизнь
Штеффен Фройнд женат, имеет двух дочерей и сына и живёт с семьёй в Потсдаме. Сын Никлас (1994 года рождения) занимается футболом, играет на позиции вратаря.